# Браян Стейблфорд
Бра́ян Майкл Сте́йблфорд (англ. Brian Michael Stableford, 25 липня 1948 — 24 лютого 2024) — британський письменник жанрів наукової фантастики, кібер- і стімпанку, фентезі та горрору; перекладач із французької, літературний та музичний критик, літературознавець та соціолог.

## Життєпис
Народився 25 липня 1948 року в містечку Шиплі у Великій Британії.
Своє перше оповідання опублікував у листопадовому номері журналу Science Fantasy за 1965 рік. 1969 року закінчив Йоркський університет і став бакалавром біології; тоді ж вийшов його перший науково-фантастичний роман «Колиска сонця» (англ. Cradle of the Sun). Продовжив освіту в Йорку, водночас почав активно публікуватися (деякі ранні праці підписував ім'ям «Браян Крег»). Здобувши дві вищі освіти (біологічну та соціологічну), 1979 року став доктором філософії і протягом наступних дев'яти років викладав соціологію в Редінзький університет. Пізніше також читав курси лекцій з літературознавства та літературної творчості в низці британських університетів, зокрема, у Вінчестерському коледжі короля Альфреда.
Був одруженим двічі, у першому шлюбі народилися син та дочка.
Помер 24 лютого 2024 року.

## Творчість
Опублікував понад сімдесят романів і кілька сотень оповідань, а також значну кількість наукових досліджень, присвячених переважно фантастичній літературі. Крім цього, відомий як автор кількох критичних праць про сучасну музику (переважно, про готичний рок) і перекладач із французької. Стеблфорда вважають одним із найкращих сучасних літературних критиків, що спеціалізуються на фантастиці. Належить до числа найплодовитіших британських прозаїків, які працюють у цьому напрямі. Як зізнався сам автор 2006 року, він «пише по 2,5 тисяч слів на день шість днів на тиждень — всього 750 тисяч слів на рік», і «це втомлює».
Однаково успішно працює в жанрах наукової фантастики, кібер- та стімпанку, фентезі та горору, проте найбільшу популярність здобув завдяки творам про вампірів, серед яких — романи «Імперія страху» (англ. Empire of Fear, 1988), «Свіжа кров» (англ. Young Blood, 1992), «Голод та екстаз вампірів» (англ. The Hunger and Ecstasy of Vampires, 1996) та інші праці. За словами письменника, на його сприйняття та інтерпретацію цієї теми частково вплинула творчість французьких авторів, яких він перекладав англійською — наприклад, Поля Феваля та Вільє де Ліль-Адана.

## Нагороди та премії
- Премія Міжнародної асоціації вивчення фантастики в мистецтві (1987)
- Премія Ітона[en] (1987)
- Британська премія наукової фантастики у номінації «Найкраща повість» — за скорочену версію роману «Голод та екстаз вампірів» (1995)
- Премія «Пілігрим» — за значний внесок у розвиток літературної критики в галузі наукової фантастики (1999)

## Вибрана бібліографія

### Цикли романів
- Судний день / Dies Irae (1971)
- Грейнджер / Hooded Swan (aka Grainger) (1972—1975)
- Мета Дедала / Daedalus Mission (1976—1979)
- Асгард / Asgard (1982—2005)
- Бойовий молот / Warhammer (1989—2001)
- Девід Лідьярд (Перевертні) / David Lydyard (Werewolves) (1990—2004)
- Темне майбутнє / Dark Future (1991)
- Буття / Genesys (1995—1997) — біблійний термін.
- Безсмертя / Emortality (1986—2009)
- Мнемосіна / Mnemosyne (1999—2018) — ім'я грецької богині пам'яті.
- Імперія некромантів / The Empire of the Necromancers (2005—2011)
- Оґюст Дюпен / Auguste Dupin (2010—2013) — ім'я персонажа Едгара По.
- Вилка Моргана / Morgan's Fork (2018—2019) — за аналогією з англійським виразом XV століття «вилка Мортона».

### Позасерійні романи
- Колиска сонця / Cradle of the Sun (1969)
- Сліпий черв'як / The Blind Worm (1970)
- Кинути виклик Хаосу / To Challenge Chaos (1972)
- Князівства Тартару / The Realms of Tartarus (1977)
- Людина в клітці / Man in a Cage (1975)
- Читачі думок / The Mind-Riders (1976)
- Останні дні краю світу / The Last Days of the Edge of the World (1978)
- Бродяча тінь / The Walking Shadow (1979)
- Воєнні ігри / Optiman (aka War Games) (1980)
- Корабельна аварія Танагара / The Castaways of Tanagar (1981)
- Райська брама / The Gates of Eden (1983)
- Імперія страху / The Empire of Fear (1988)
- Свіжа кров / Young Blood (1992)
- Голод та екстаз вампірів / The Hunger and Ecstasy of Vampires (1996)
- Нульовий рік / Year Zero (2000)
- Одинадцята година / The Eleventh Hour (2001)
- Поцілунок козла / Kiss the Goat (2005)
- Камені Камелота / The Stones of Camelot (2006)
- Момент істини / The Moment of Truth (2009)
- Зомбі не плачуть / Zombies Don't Cry (2011)
- Парадокс Зенона / Xeno's Paradox: A Tale of the Biotech Revolution (2011) — див. термін «апорії Зенона».
- Природне зрушення: повість про біотехнологічну революцію / Nature's Shift: A Tale of the Biotech Revolution (2011)
- Відлуння вічності / Echoes of Eternity (2016)
- Вампіри Атлантиди: історія кохання / Vampires of Atlantis: A Love Story (2016)
- Темніший ліс: наукова фантазія / The Darkling Wood: A Scientific Fantasy (2016)
- Диявол у деталях / The Devil in Detail (2016) — див. ідіоматичний вираз.
- Портали раю / Portals of Paradise (2016)
- Заплутана павутина часу / Tangled Web of Time (2016)
- Там за межею / Further Beyond: A Lovecraftian Science Fiction Novel (2017)
- Смерть Броселіанда / The Death of Broceliande: A Tale of Faery (2018) — з бретонського фольклору про казковий ліс Броселіанд
- Алхімія крові / The Alchemy of Blood (2018)
- Тиранія Слова / The Tyranny of the Word (2019)

### Збірки творів короткої форми
- Сексуальна хімія: сардонічні історії генетичної революції / Sardonic Tales of the Genetic Revolution (1991)
- Ускладнення та інші історії / Complications and Other Stories (2003)
- Дизайнерські гени / Designer Genes: Tales of the Biotech Revolution (2004)
- Соломія та інші декадентські фантазії / Salomé and Other Decadent Fantasies (2004)
- Шеєна та інші готичні оповідання / Sheena and Other Gothic Tales (2006)
- Ліки від кохання / The Cure for Love and Other Tales of the Biotech Revolution (2007)
- Книгарня з привидами та інші явища / The Haunted Bookshop and Other Apparitions (2007)
- Дерево життя / The Tree of Life and Other Tales of the Biotech Revolution (2007)
- Оаза жаху: декадентські оповідання та жорстокі казки / An Oasis of Horror: Decadent Tales and Contes Cruels
- Сади Тантала / The Gardens of Tantalus and Other Delusions (2008)
- Спадщина Інсмуту / The Innsmouth Heritage and Other Sequels (2009)
- Перекрутки / Changelings and Other Metamorphic Tales (2009)
- У плоті / In Flesh and Other Tales of the Biotech Revolution (2009)
- Космічна перспектива та інші чорні комедії / The Cosmic Perspective and Other Black Comedies (2009)
- Кращий із двох світів / The Best of Both Worlds and Other Ambiguous Tales (2009)
- Великий ланцюг існування / The Great Chain of Being and Other Tales of the Biotech Revolution (2009)
- За кольорами Темряви / Beyond the Colors of Darkness and Other Exotica (2009)
- Повернення джина / The Return of the Djinn and Other Black Melodramas (2009)
- Квіти зла / Le Fleurs du Mal / The Undead (2010)
- Утроба часу / The Womb of Time (2011)
- Золоте руно та інші історії біотехнологічної революції / The Golden Fleece and Other Tales of the Biotech Revolution (2012)
- Спадщина Еріха Цанна та інші легенди міфів про Ктулху .

### Нехудожні книги
- Таїнства сучасної науки / The Mysteries of Modern Science (1975)
- Битва символів: тріумф Джеймса Бліша / A Clash of Symbols: The Triumph of James Blish (1979)
- Майстри наукової фантастики / Masters of Science Fiction: Essays on Six Science Fiction Authors (1981)
- Наука в науковій фантастиці / The Science in Science Fiction (1982)
- Наукова романтика у Великій Британії, 1890—1950 / Scientific Romance in Britain, 1890—1950 (1985)
- Соціологія наукової фантастики / The Sociology of Science Fiction (1987)
- Відкриваючи уми: есе про фантастичну літературу / Opening Minds: Essays on Fantastic Literature (1995)
- За межами людського акваріума / Outside the Human Aquarium: Masters of Science Fiction (1995)
- Занепад і падіння літературного декадансу / The Decline and Fall of Literary Decadence (1998)
- Вчорашні бестселери / Yesterday's Bestsellers: A Voyage through Literary History (1998)
- Словник науково-фантастичних територій / The Dictionary of Science Fiction Places (1999)
- Історичний словник фантастичної літератури / Historical Dictionary of Science Fiction Literature (2004)
- Історичний словник фентезі / Historical Dictionary of Fantasy Literature (2005)
- Науковий факт та наукова фантастика / Science Fact and Science Fiction: An Encyclopedia (2006)
- Простір, час і нескінченність / Space, Time, and Infinity: Essays on Fantastic Literature (2006)
- Готичні гротески / Gothic Grotesques: Essays on Fantastic Literature (2009)
- Наративні стратегії в науковій фантастиці / Narrative Strategies in Science Fiction and Other Essays on Imaginative Fiction (2009)
- Творці наукової фантастики / Creators of Science Fiction: Essays on Authors, Editors and Publishers Who Shaped Science Fiction (2010)
- Декадентське світосприйняття / The Decadent World-View: Selected Essays (2010)
- Нова Атлантида: оповідальна історія наукового роману / New Atlantis: A Narrative History of Scientific Romance
  - Том 1: Витоки наукового роману / The Origins of Scientific Romance (2016)
  - Том 2: Виникнення наукового роману / The Emergence of Scientific Romance (2016)
  - Том 3: Відродження наукового роману / The Resurgence of Scientific Romance (2016)
  - Том 4: Занепад наукового роману / The Decadence of Scientific Romance (2016)
- Множинність уявних світів: еволюція французького наукового роману / The Evolution of French Roman Scientifique

### Упорядник антологій
- Уламки моралі / The Daedalus Book of Decadence (Moral Ruins) (1990)
- Розповіді про вічного жида / Tales of the Wandering Jew (1991)
- Велика книга британського фентезі: XIX століття / The Dedalus Book of British Fantasy: The 19th Century (1991)
- Чорний бенкет / The Second Daedalus Book of Decadence: The Black Feast (1992)
- Велика книга фатальних жінок / The Dedalus Book of Femmes Fatales (1992)